# 소마 도시타네

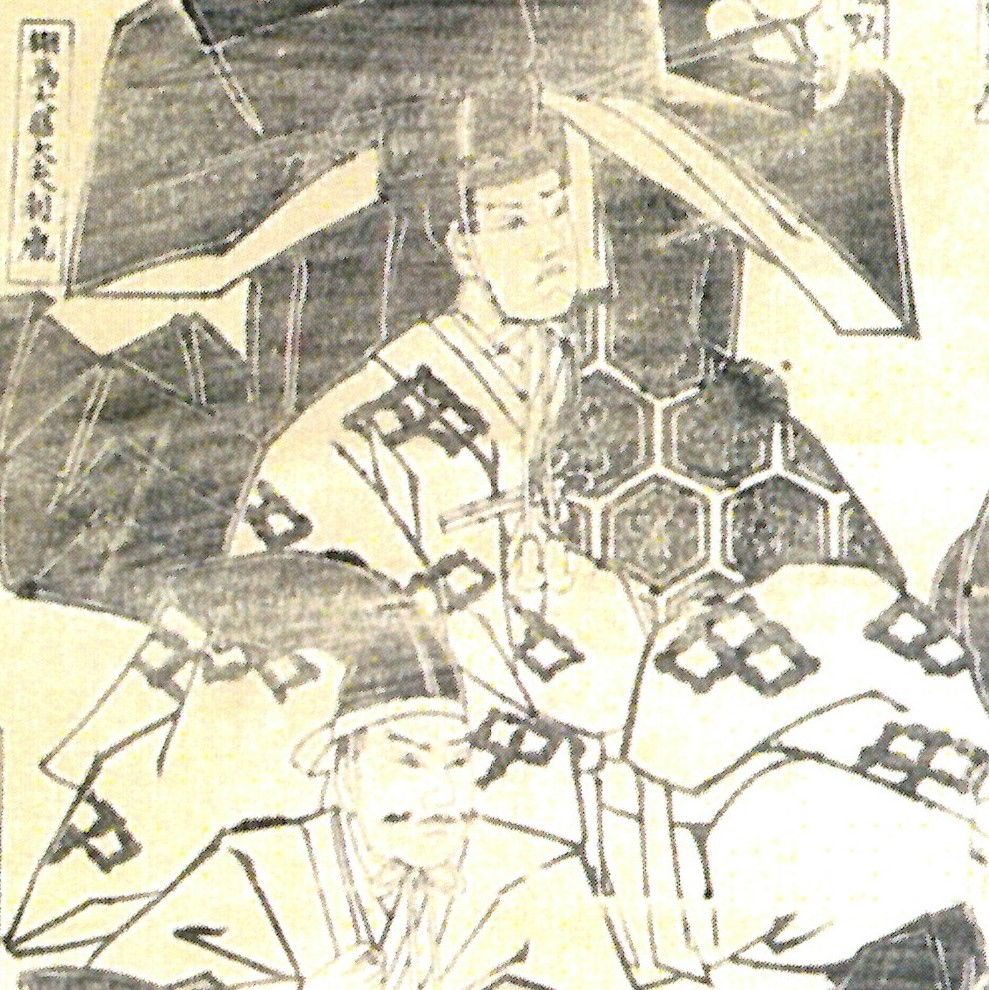
소마 도시타네

소마 도시타네(일본어: 相馬利胤, 1581년 ~ 1625년 10월 11일)는 소마 나카무라번의 초대 번주이다. 어릴적 이름은 도라오(虎王)이며, 초명은 미쓰타네(三胤, 蜜胤)이다. 통칭 마고지로(孫次郎)로 불렸다. 관위는 종5위하, 다이젠노스케(大膳亮)였다가 종4위하, 다이젠노타이후(大膳大夫)로 승진하였다.

## 청년기의 미쓰타네
소마 가문의 16대 당주 소마 요시타네의 맏아들로 무쓰국 나메카타 군 오다카 성에서 태어났다. 아버지 요시타네가 사타케 요시노부와 함께 이시다 미쓰나리와 친분이 있는 관계로 1596년 성인식 때 미쓰나리를 후견인으로 삼고 아들의 이름에 미쓰나리의 미쓰(三)를 붙여 미쓰타네(三胤)라 작명하였다. 같은해 아시나 모리타카의 딸 에도사키고젠(江戸崎御前)과 혼인하였다. 1600년, 요시타네가 세키가하라 전투 때 중립을 지킨 탓에 도쿠가와 이에야스에 의해 영지를 몰수당하여 가문은 위기에 놓이게 되었다. 이때 사타케 요시노부가 아키타의 영지 일부를 떼어주겠다고 권유하자, 요시타네는 어쩔 수 없이 아키타로 옮겨가기로 마음을 굳혔다. 그러나 미쓰타네는 '지금 배고픔과 추위를 면하자고 사타케 휘하에 들어가 가문의 이름을 더럽히는 것은 말도 안 된다'며 자신이 직접 에도로 가서 간청하여 조금의 은택이라도 입어 하타모토로라도 가문의 명맥을 잇는다면 다행이고, 그래도 안되면 멸문의 죄과를 받을 일이라고 요시타네에게 호소하였다. 결국 요시타네는 미쓰타네의 방안을 채택하였고, 미쓰타네는 미쓰(三) 대신 발음이 같은 '密'로 이름자를 바꾸고 에도로 나아가 직소하여, 혼다 마사노부의 설득에 힘입어 영지를 보전할 수 있었다. 아라이 하쿠세키에 따르면 이때 다테 마사무네의 중재도 있었다고 하나 사실이 아니라는 설도 있다. 다만 요시타네는 죄를 물어 은거 조치가 내려졌고, 미쓰타네가 가문을 계승하게 되었다.

## 번주 도시타네
1601년 음력 5월, 아내 에도사키고젠이 죽자 슬픔에 빠져 아내를 새로 맞이하지 않았지만, 에도에 나아갔을 때 쇼군 도쿠가와 히데타다가 그의 아내 없음을 알고 하타모토인 오카다 모토쓰구의 둘째 딸과의 혼인을 알선하여 결국 음력 12월에 혼인하였다. 미쓰타네는 이때 쇼군의 대리로 결혼식에 참석한 도이 도시카쓰에게 부탁하여 그의 이름자 도시(利)를 받아 도시타네(利胤)라고 개명하였다. 1611년에는 거점을 오다카 성에서 소마 나카무라 성으로 옮겼고, 1615년 오사카 전투에서는 도쿠가와 히데타다군의 선봉에 서서 공적을 세웠다. 나카무라 성의 조카마치를 에도의 거리와 같은 바둑판 배열로 정비하여 오늘날 소마시의 기초를 이루었고, 가신들에게 도예를 배우게 하여 소마 고마야키(相馬駒焼)가 발전하는 기반이 되었다. 1625년, 45세의 나이로 아버지보다 먼저 세상을 떠났다.